# Desmonte de San Mateo
Desmonte es un distrito del cantón de San Mateo, en la provincia de Alajuela, de Costa Rica.

## Geografía
Desmonte cuenta con un área de 20,22 km² y una altitud media de 567 m s. n. m.

## Demografía
Para el año 2022, Desmonte cuenta con una población estimada de 1003 habitantes, y para el último censo efectuado, en 2011, Desmonte contaba con una población de 1047 habitantes.

## Localidades
- Poblados: Cuesta Colorada, Libertad, Quebrada Honda, Limón, Patio de Agua Norte, Sacra Familia, San Juan Uno, Zapote.

## Transporte

### Carreteras
Al distrito lo atraviesan las siguientes rutas nacionales de carretera:
- Ruta nacional 3
- Ruta nacional 713